# Matthijs Balen
Matthijs Jansz. Balen (Dordrecht, 1 oktober 1611 — Dordrecht, 30 maart 1691) was een Nederlandse schrijver. Hij is vooral bekend door zijn boek Beschryvinge Der Stad Dordrecht dat in 1677 verscheen.
Matthijs Jansz. Balen was de oudste zoon van Jan (Johan) Balen Matthijsz., brouwer, burger van Dordrecht, eigenaar van een huis, brouwerij en mouterij genaamd "De Osch" tegenover de Kleine Kraan in de Wijnstraat, en van Elizabeth van Bokstaal Karelsdochter. Balen was doopsgezind en zou touwverkoper te Dordrecht geweest zijn. Hij is driemaal getrouwd geweest. Uit het eerste huwelijk werden twee dochters geboren en uit het tweede een zoon en twee dochters. Het derde huwelijk bleef kinderloos.

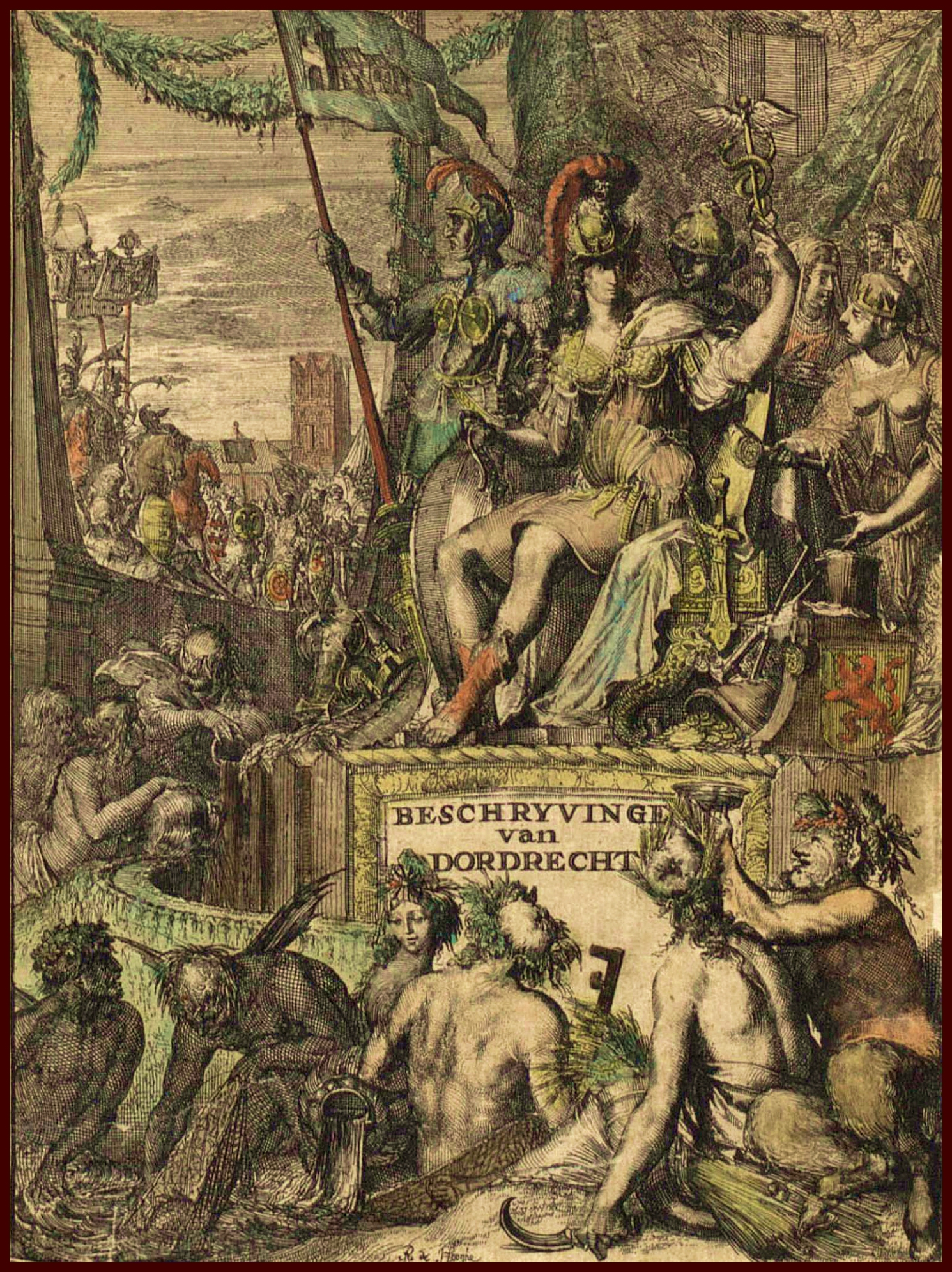
Beschryvinge van Dordrecht, prent door Romeyn de Hooghe waarmee het boek van Balen opent, 1677